# Charles Gill
Pour les articles homonymes, voir Gill.

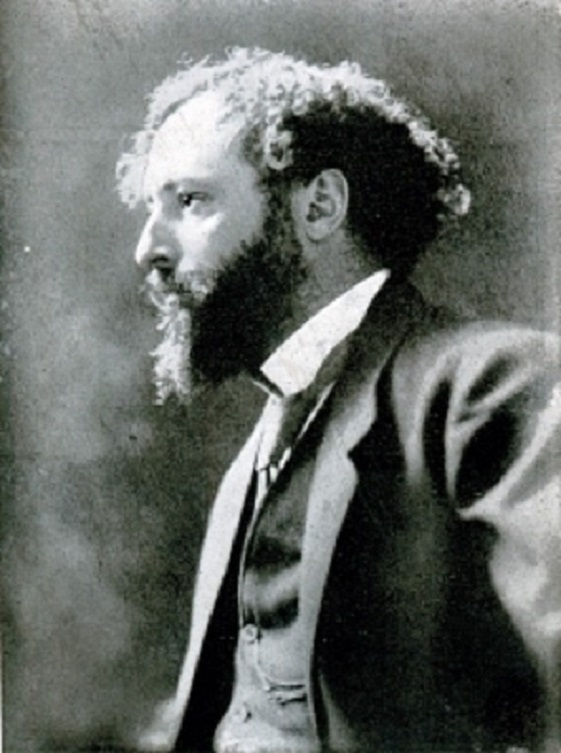
Photographie apparaissant en page frontispice du recueil de poésies «Le Cap Éternité», publié de façon posthume en 1919.

Charles Gill, né le 21 octobre 1871 à Sorel (aujourd'hui Sorel-Tracy) et mort le 16 octobre 1918 à Montréal, est un poète, conteur et peintre québécois ayant fait partie de l’École littéraire de Montréal.

## Biographie
Natif de Sorel, il est le fils du député et juge Charles-Ignace Gill et de Marie-Rosalie Delphire Sénécal. Il est le petit-fils de l'homme d'affaires Louis-Adélard Senécal.
Ses études primaires et secondaires sont difficiles et il essuie de nombreux échecs. Il fréquente successivement le Collège Sainte-Marie de Montréal, le Séminaire de Nicolet et le Collège Saint-Laurent. 
Il suit ensuite des cours privés chez Adrien Leblond de Brumath en 1888. Pendant l'été, il est découvert par le peintre Georges de Forest, qui l'envoie étudier à l'Association des beaux-arts de Montréal avec William Brymner.
En 1890, il quitte Montréal et se rend à Paris où il chemine sous les soins du peintre Jean-Léon Gérôme. Revenu dans son pays en 1894, il se joint à l'École littéraire de Montréal, où il fréquente Émile Nelligan et Arthur de Bussières. Dix-neuf de ses pièces, dont trois nouvelles, ont été reprises dans l'anthologie produite par cette École en 1900, sous le titre Les soirées du château de Ramezay. Après l'internement de Nelligan, il continue à lui rendre visite et achève la mise au point du recueil Émile Nelligan et son œuvre (1903) à la suite du départ de Louis Dantin. Il deviendra président de l'École littéraire en 1912. 
Il épouse Géorgina Bélanger en 1902, qui écrit sous le nom de plume Gaétane de Montreuil. Il est franc-maçon et appartient à la loge L'Émancipation.

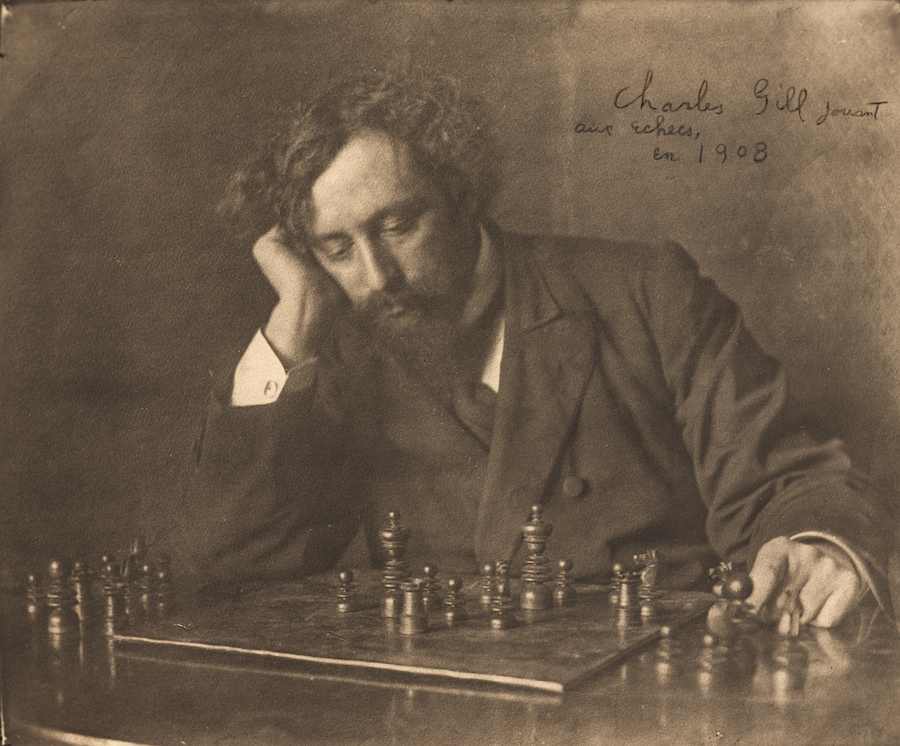
Gill jouant aux échecs, 1908

Il est l'auteur de plus de cinquante portraits, cinquante-huit poèmes, quatre-vingt-quinze récits en prose, treize pièces épiques et deux cent soixante-sept lettres au poète québécois Louis-Joseph Doucet. Il a subi l'influence des poètes français comme Charles Baudelaire et Paul Verlaine. Il collabore à plusieurs revues et périodiques, dont Les Débats, La Presse, Le Canada, Le Nationaliste et Le Terroir. 
Fauché par la grippe espagnole, il meurt à l'hôpital Notre-Dame de Montréal le 16 octobre 1918. 
Le recueil de poèmes Le Cap Éternité, suivi par Les Étoiles filantes, paru en édition posthume en 1919, livre l'âme de Charles Gill, bien dépeinte en préface par Albert Lozeau : « Âme de tendresse, éprise du Beau dans les hommes et dans les choses ; âme impulsive, ardente, prompte à s’élancer, incapable de se retenir, de se modérer ; âme impérieuse, rebelle à toute discipline ; âme diverse, ondoyante ; âme excessive ; âme charmante ».
Les études littéraires sur Charles Gill ont principalement été suscitées par Réginald Hamel. 
Jean-François Casabonne a interprété son rôle dans le film Nelligan.

## Œuvres

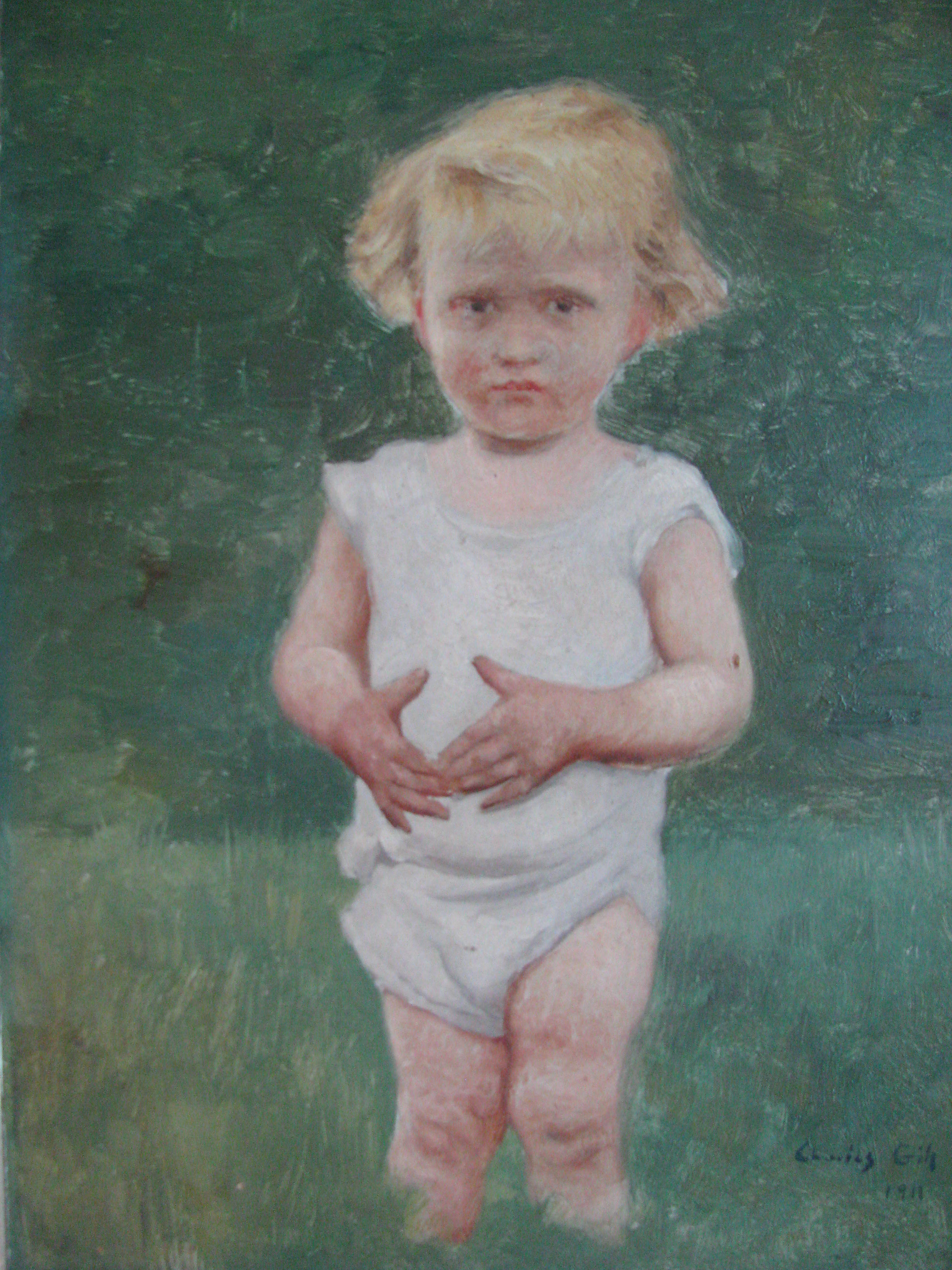
Enfant Jean-Paul Bélanger par Charles Gill, 1911,

- Portrait de l'Honorable Pierre-Joseph-Olivier Chauveau, collection du Séminaire de Québec, Musée de la civilisation[4]
- Le Problème d’échecs, 1904, Collection Musée national des beaux-arts du Québec[5]
- Le Portrait de madame Charles Gill
- Gédéon Ouimet, surintendant de l'Instruction publique, 1906[6]
- Au pied du cap Trinité, 1908, Collection Musée national des beaux-arts du Québec[7]
- Crépuscule à Chambly
- Ormes au ciel rose
- Enfant Jean-Paul Bélanger
- La Visitation
- Fantaisie
- L'Aigle